# كريستوفر سميث (أستاذ جامعي)
كريستوفر سميث (بالإنجليزية: Christopher Smith)‏ هو باحث في تاريخ العصور الكلاسيكية ومؤرخ بريطاني، ولد في 2 يوليو 1965 في أيلزبري في المملكة المتحدة.